# Andrzej Bączkowski

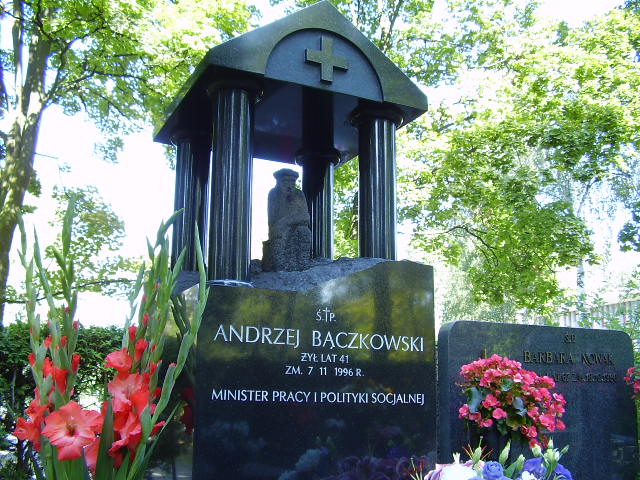
Nagrobek Andrzeja Bączkowskiego

Andrzej Marek Bączkowski (ur. 8 października 1955 w Łukowie, zm. 7 listopada 1996 w Warszawie) – polski prawnik, urzędnik państwowy, minister pracy i polityki socjalnej w rządzie Włodzimierza Cimoszewicza.

## Życiorys
Ukończył studia na Wydziale Prawa i Administracji Uniwersytetu Marii Curie-Skłodowskiej w Lublinie. Od 1978 był pracownikiem na tej uczelni na stanowisku asystenta. Od 1980 działał w Niezależnym Samorządnym Związku Zawodowym „Solidarność”. Po wprowadzeniu stanu wojennego brał udział w strajku w Wytwórni Sprzętu Komunikacyjnego w Świdniku. Po pacyfikacji uciekł, działał w niejawnym Regionalnym Komitecie Strajkowym, po zatrzymaniu został internowany na okres od maja do października 1982.
W 1989 uzyskał uprawnienia radcy prawnego. Zajął się też pracą w administracji rządowej, od 1991 do 1996 był wiceministrem pracy, należał do inicjatorów powołania komisji trójstronnej.
7 lutego 1996 objął urząd ministra pracy i polityki socjalnej. Zmarł nagle na zawał serca. Pochowany został na Cmentarzu Wojskowym na Powązkach w Warszawie (kwatera 3A tuje-2-13).
Laureat Nagrody Kisiela (1996). Pośmiertnie odznaczony Krzyżem Oficerskim Orderu Odrodzenia Polski (1996) oraz Krzyżem Wolności i Solidarności (2022). Wyróżniony tytułem honorowego obywatela Łukowa (1997). Dla uczczenia jego pamięci ustanowiono Nagrodę im. Andrzeja Bączkowskiego. Został także patronem Centrum Partnerstwa Społecznego „Dialog” w Warszawie.

## Życie prywatne
Syn Tadeusza, od 1983 był żonaty z Grażyną, miał syna.